# Deverra denudata
Deverra denudata là một loài thực vật có hoa trong họ Hoa tán. Loài này được (Viv.) Pfisterer & Podlech mô tả khoa học đầu tiên năm 1986.